# Großer Preis der Niederlande 1973
Der Große Preis der Niederlande 1973 (offiziell XX Grand Prix Zandvoort) fand am 27. Juli auf dem Circuit Park Zandvoort in Zandvoort statt und war das zehnte Rennen der Automobil-Weltmeisterschaft 1973.

## Berichte

### Hintergrund
Nach einem Jahr Unterbrechung aufgrund von Sicherheitsmängeln wurde 1973 wieder ein Großer Preis der Niederlande in den Rennkalender aufgenommen. Die Strecke von Zandvoort war inzwischen neu asphaltiert und mit Leitplanken sowie Auslaufzonen bestückt worden. Zudem hatte man eine Schikane ins Streckenlayout eingefügt, um die Fahrzeuge in einem ehemals sehr schnellen Abschnitt zu verlangsamen.
Nach der Massenkarambolage beim Großen Preis von Großbritannien zwei Wochen zuvor hatten die Teams Mühe, ihre Fahrzeuge rechtzeitig zu reparieren. Dies galt insbesondere für das Team Surtees, dessen drei Fahrzeuge allesamt bei dem Unfall beschädigt worden waren. Das Team erschien daraufhin nur mit zwei Wagen in Zandvoort, wodurch sich der zweite Einsatz von Jochen Mass auf den Deutschland-GP verschob.
Andrea de Adamich konnte aufgrund seiner Beinverletzungen nicht antreten und entschloss sich schließlich dazu, seine Formel-1-Karriere endgültig zu beenden.
Ferrari trat aufgrund der mäßigen Konkurrenzfähigkeit des aktuellen Wagens 312B3 nicht zu dem Rennen an.
Wie bereits seit dem Rücktritt von Nanni Galli nach dem Großen Preis von Monaco üblich, stand das zweite Fahrzeug im Team von Frank Williams für einen zahlenden Gaststarter zur Verfügung. Gijs van Lennep nutzte diese Chance, um an seinem Heim-Grand-Prix teilnehmen zu können.

### Training
Während des Samstags-Trainings erlitt Emerson Fittipaldi einen Rückschlag im Kampf um den WM-Titel, indem er verunglückte und sich dabei verletzte. Seine am Freitag erzielte Rundenzeit ermöglichte ihm nur den 16. Startplatz. Sein Teamkollege Ronnie Peterson stellte erneut die Konkurrenzfähigkeit des Lotus 72 unter Beweis, indem er sich bereits zum sechsten Mal in dieser Saison für die Pole-Position qualifizierte. Neben ihm starteten die beiden Tyrrell von Fittipaldis Hauptkonkurrent Jackie Stewart und von François Cevert aus der ersten Reihe.
Die zweite Reihe teilte sich McLaren-Pilot Denis Hulme mit dem Brabham von Carlos Reutemann. Dahinter qualifizierte sich Hulmes Teamkollege Peter Revson vor James Hunt im Kunden-March des Hesketh-Teams und dem Surtees-Werksfahrer Carlos Pace.

### Rennen

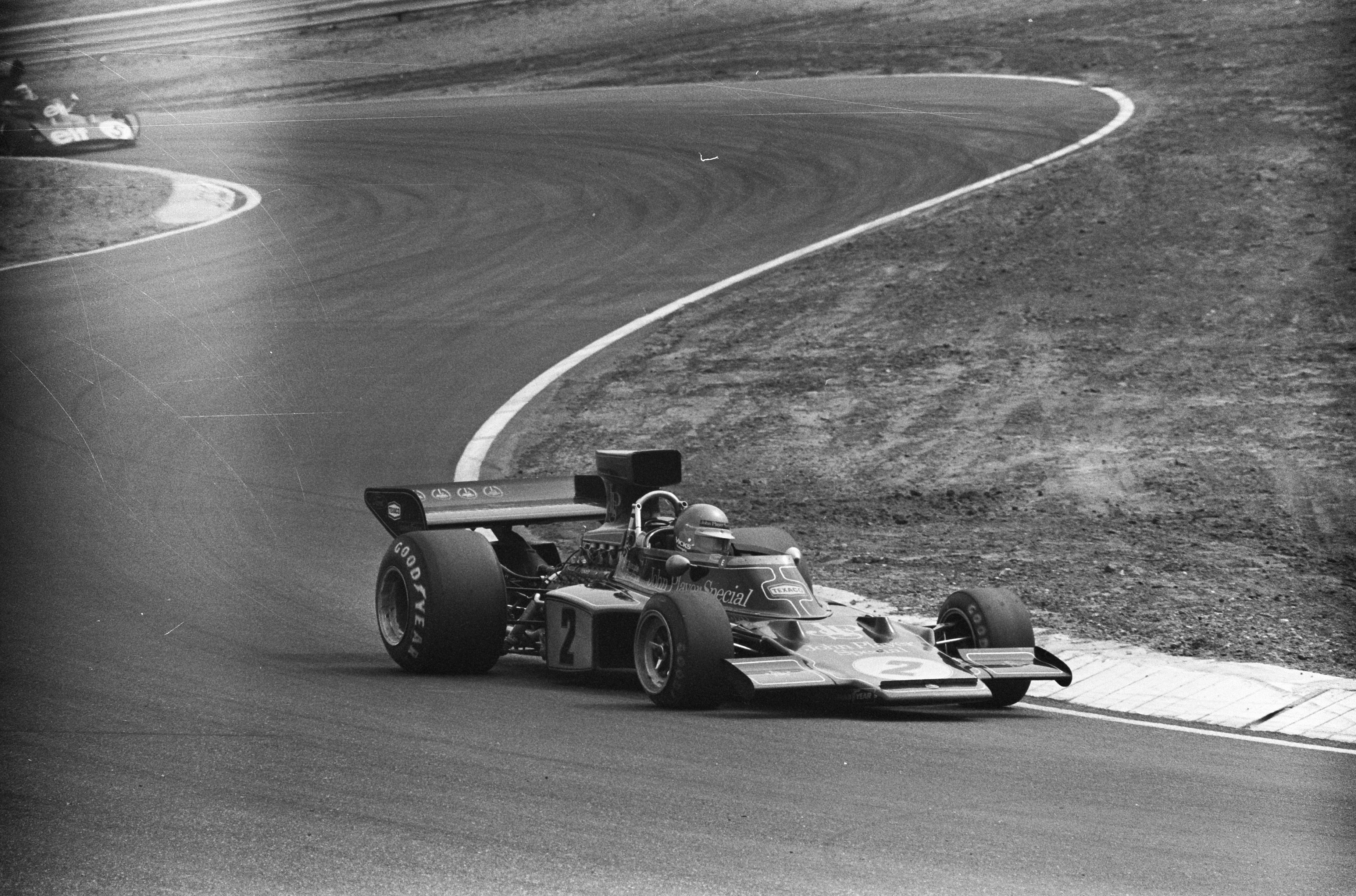
Ronnie Peterson im Lotus 72

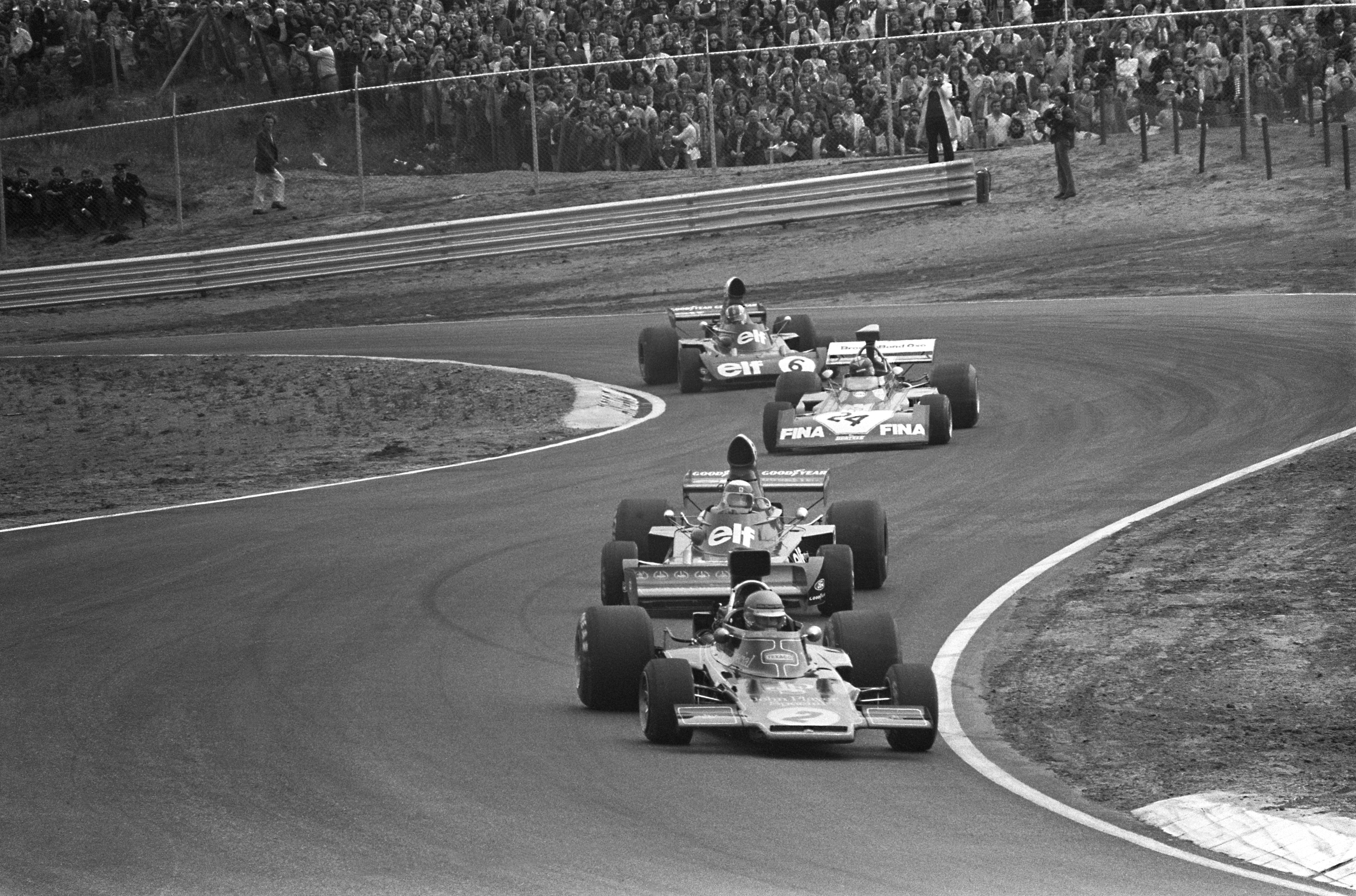
Ronnie Peterson vor Jackie Stewart, Carlos Pace und Cevert

Peterson setzte seine Pole-Position in eine Führung um, während hinter ihm Stewart von dem aus der dritten Reihe gut gestarteten Pace verfolgt wurde. Emerson Fittipaldi gab nach der zweiten Runde auf, da die am Vortag erlittenen Verletzungen zu sehr schmerzten. In der sechsten Runde wurde Pace durch Cevert vom dritten Rang verdrängt.
In der achten Runde schlug Roger Williamson vermutlich infolge eines Reifenschadens heftig in die Leitplanken ein. Sein March 731 überschlug sich daraufhin, rutschte quer über die Strecke und fing Feuer. David Purley, der Augenzeuge des Unfalls war, hielt sofort an, um seinem im brennenden Fahrzeug eingeklemmten Kollegen zu helfen. Da die Streckenposten nicht mit hitzebeständiger Kleidung ausgerüstet waren, half ihm niemand bei dem Versuch, den auf der Seite liegenden Wagen auf die Räder zu stellen. Auch der Einsatz des einzigen am Unfallort befindlichen Feuerlöschers scheiterte. Das Rennen wurde nicht unterbrochen. Da die übrigen Fahrer Purleys abgestellten Wagen nicht sahen, gingen sie irrtümlich davon aus, dass es sich bei dem brennenden Fahrzeug um das von Purley handelte und hielten nicht an, um Hilfe zu leisten, da sie Purley unverletzt an der Unfallstelle sehen konnten. Zu Hilfe gerufene Zuschauer wurden von Polizisten mit Hunden daran gehindert, die Strecke zu betreten. Williamson verbrannte schließlich in seinem Fahrzeug. Seine Leiche wurde erst geborgen, nachdem das Rennen nahezu unbeeinflusst zu Ende gefahren worden war.
Der gesamte Rettungsversuch war im Fernsehen zu sehen gewesen. Purley wurde später für seinen mutigen Einsatz mit der George Medal geehrt.
Peterson behielt die Führung bis zur 63. Runde. Dann musste er aufgrund von Getriebeproblemen die beiden Tyrrell von Stewart und Cevert passieren lassen und fiel wenig später ganz aus. Dadurch erreichte James Hunt die erste Podiumsplatzierung seiner Formel-1-Karriere. Der lokale Gaststarter van Lennep errang als Sechster einen WM-Punkt.

## Meldeliste
| Team                           | Nr. | Fahrer               | Chassis          | Motor                    | Reifen |
| ------------------------------ | --- | -------------------- | ---------------- | ------------------------ | ------ |
| John Player Team Lotus         | 01  | Emerson Fittipaldi   | Lotus 72E        | Ford Cosworth DFV 3.0 V8 | G      |
| John Player Team Lotus         | 02  | Ronnie Peterson      | Lotus 72E        | Ford Cosworth DFV 3.0 V8 | G      |
| Elf Team Tyrrell               | 05  | Jackie Stewart       | Tyrrell 006      | Ford Cosworth DFV 3.0 V8 | G      |
| Elf Team Tyrrell               | 06  | François Cevert      | Tyrrell 006      | Ford Cosworth DFV 3.0 V8 | G      |
| Yardley Team McLaren           | 07  | Denis Hulme          | McLaren M23      | Ford Cosworth DFV 3.0 V8 | G      |
| Yardley Team McLaren           | 08  | Peter Revson         | McLaren M23      | Ford Cosworth DFV 3.0 V8 | G      |
| Motor Racing Developments      | 10  | Carlos Reutemann     | Brabham BT42     | Ford Cosworth DFV 3.0 V8 | G      |
| Motor Racing Developments      | 11  | Wilson Fittipaldi    | Brabham BT42     | Ford Cosworth DFV 3.0 V8 | G      |
| Embassy Racing                 | 12  | Graham Hill          | Shadow DN1       | Ford Cosworth DFV 3.0 V8 | G      |
| STP March Racing Team          | 14  | Roger Williamson     | March 731        | Ford Cosworth DFV 3.0 V8 | G      |
| Clarke-Mordaunt-Guthrie Racing | 15  | Mike Beuttler        | March 731        | Ford Cosworth DFV 3.0 V8 | G      |
| UOP Shadow Racing Team         | 16  | George Follmer       | Shadow DN1       | Ford Cosworth DFV 3.0 V8 | G      |
| UOP Shadow Racing Team         | 17  | Jackie Oliver        | Shadow DN1       | Ford Cosworth DFV 3.0 V8 | G      |
| LEC Refrigeration Racing       | 18  | David Purley         | March 731        | Ford Cosworth DFV 3.0 V8 | G      |
| Marlboro B.R.M.                | 19  | Clay Regazzoni       | BRM P160E        | BRM P142 3.0 V12         | F      |
| Marlboro B.R.M.                | 20  | Jean-Pierre Beltoise | BRM P160E        | BRM P142 3.0 V12         | F      |
| Marlboro B.R.M.                | 21  | Niki Lauda           | BRM P160E        | BRM P142 3.0 V12         | F      |
| Martini Racing Team            | 22  | Chris Amon           | Tecno PA123/6    | Tecno Series-P 3.0 F12   | F      |
| Brooke Bond Oxo Team Surtees   | 23  | Mike Hailwood        | Surtees TS14A    | Ford Cosworth DFV 3.0 V8 | F      |
| Brooke Bond Oxo Team Surtees   | 24  | Carlos Pace          | Surtees TS14A    | Ford Cosworth DFV 3.0 V8 | F      |
| Frank Williams Racing Cars     | 25  | Howden Ganley        | Iso-Marlboro IR2 | Ford Cosworth DFV 3.0 V8 | F      |
| Frank Williams Racing Cars     | 26  | Gijs van Lennep      | Iso-Marlboro IR1 | Ford Cosworth DFV 3.0 V8 | F      |
| Hesketh Racing                 | 27  | James Hunt           | March 731        | Ford Cosworth DFV 3.0 V8 | G      |
| Team Ensign                    | 28  | Rikky von Opel       | Ensign N173      | Ford Cosworth DFV 3.0 V8 | F      |

## Klassifikationen

### Startaufstellung
| Pos. | Fahrer               | Konstrukteur | Zeit    | Ø-Geschwindigkeit | Start |
| ---- | -------------------- | ------------ | ------- | ----------------- | ----- |
| 01   | Ronnie Peterson      | Lotus-Ford   | 1:19,47 | 191,438 km/h      | 01    |
| 02   | Jackie Stewart       | Tyrrell-Ford | 1:19,97 | 190,241 km/h      | 02    |
| 03   | François Cevert      | Tyrrell-Ford | 1:20,12 | 189,885 km/h      | 03    |
| 04   | Denis Hulme          | McLaren-Ford | 1:20,31 | 189,436 km/h      | 04    |
| 05   | Carlos Reutemann     | Brabham-Ford | 1:20,59 | 188,778 km/h      | 05    |
| 06   | Peter Revson         | McLaren-Ford | 1:20,60 | 188,754 km/h      | 06    |
| 07   | James Hunt           | March-Ford   | 1:20,70 | 188,520 km/h      | 07    |
| 08   | Carlos Pace          | Surtees-Ford | 1:21,02 | 187,776 km/h      | 08    |
| 09   | Jean-Pierre Beltoise | B.R.M.       | 1:21,14 | 187,498 km/h      | 09    |
| 10   | Jackie Oliver        | Shadow-Ford  | 1:21,23 | 187,290 km/h      | 10    |
| 11   | Niki Lauda           | B.R.M.       | 1:21,43 | 186,830 km/h      | 11    |
| 12   | Clay Regazzoni       | B.R.M.       | 1:21,56 | 186,533 km/h      | 12    |
| 13   | Wilson Fittipaldi    | Brabham-Ford | 1:21,82 | 185,940 km/h      | 13    |
| 14   | Rikky von Opel       | Ensign-Ford  | 1:22,01 | 185,509 km/h      | 14    |
| 15   | Howden Ganley        | Iso-Ford     | 1:22,10 | 185,306 km/h      | 15    |
| 16   | Emerson Fittipaldi   | Lotus-Ford   | 1:22,24 | 184,990 km/h      | 16    |
| 17   | Graham Hill          | Shadow-Ford  | 1:22,50 | 184,407 km/h      | 17    |
| 18   | Roger Williamson     | March-Ford   | 1:22,72 | 183,917 km/h      | 18    |
| 19   | Chris Amon           | Tecno        | 1:22,73 | 183,895 km/h      | 19    |
| 20   | Gijs van Lennep      | Iso-Ford     | 1:22,95 | 183,407 km/h      | 20    |
| 21   | David Purley         | March-Ford   | 1:23,09 | 183,098 km/h      | 21    |
| 22   | George Follmer       | Shadow-Ford  | 1:24,14 | 180,813 km/h      | 22    |
| 23   | Mike Beuttler        | March-Ford   | 1:24,45 | 180,149 km/h      | 23    |
| 24   | Mike Hailwood        | Surtees-Ford | 1:32,33 | 164,774 km/h      | 24    |

### Rennen
| Pos. | Fahrer               | Konstrukteur | Runden | Stopps | Zeit       | Start | Schnellste Runde |
| ---- | -------------------- | ------------ | ------ | ------ | ---------- | ----- | ---------------- |
| 01   | Jackie Stewart       | Tyrrell-Ford | 72     | 0      | 1:39:12,45 | 02    |                  |
| 02   | François Cevert      | Tyrrell-Ford | 72     | 0      | + 15,83    | 03    |                  |
| 03   | James Hunt           | March-Ford   | 72     | 0      | + 1:03,01  | 07    |                  |
| 04   | Peter Revson         | McLaren-Ford | 72     | 0      | + 1:09,13  | 06    |                  |
| 05   | Jean-Pierre Beltoise | B.R.M.       | 72     | 0      | + 1:13,37  | 09    |                  |
| 06   | Gijs van Lennep      | Iso-Ford     | 70     | 0      | + 2 Runden | 20    |                  |
| 07   | Carlos Pace          | Surtees-Ford | 69     | 2      | + 3 Runden | 08    |                  |
| 08   | Clay Regazzoni       | B.R.M.       | 68     | 2      | + 4 Runden | 12    |                  |
| 09   | Howden Ganley        | Iso-Ford     | 68     | 1      | + 4 Runden | 15    |                  |
| 10   | George Follmer       | Shadow-Ford  | 67     | 1      | + 5 Runden | 22    |                  |
| 11   | Ronnie Peterson      | Lotus-Ford   | 66     | 0      | DNF        | 01    | 1:20,31          |
| –    | Graham Hill          | Shadow-Ford  | 56     | 0      | NC         | 17    |                  |
| –    | Niki Lauda           | B.R.M.       | 52     | 0      | DNF        | 11    |                  |
| –    | Mike Hailwood        | Surtees-Ford | 52     | 0      | DNF        | 24    |                  |
| –    | Denis Hulme          | McLaren-Ford | 31     | 0      | DNF        | 04    |                  |
| –    | Wilson Fittipaldi    | Brabham-Ford | 27     | 0      | DNF        | 13    |                  |
| –    | Chris Amon           | Tecno        | 22     | 0      | DNF        | 19    |                  |
| –    | Carlos Reutemann     | Brabham-Ford | 9      | 0      | DNF        | 05    |                  |
| –    | David Purley         | March-Ford   | 8      | 0      | DNF        | 21    |                  |
| –    | Roger Williamson     | March-Ford   | 7      | 0      | DNF        | 18    |                  |
| –    | Emerson Fittipaldi   | Lotus-Ford   | 2      | 0      | DNF        | 16    |                  |
| –    | Mike Beuttler        | March-Ford   | 2      | 0      | DNF        | 23    |                  |
| –    | Jackie Oliver        | Shadow-Ford  | 1      | 0      | DNF        | 10    |                  |
| DNS  | Rikky von Opel       | Ensign-Ford  | –      | –      | –          | 14    | –                |

## WM-Stände nach dem Rennen
Die ersten sechs des Rennens bekamen 9, 6, 4, 3, 2 bzw. 1 Punkt(e). In der Konstrukteurswertung zählten nur die Punkte des bestplatzierten Fahrers eines Teams. Es zählten nur die besten sieben Ergebnisse aus den ersten acht Rennen und die besten sechs aus den letzten sieben Rennen. Streichresultate sind in Klammern gesetzt.

### Fahrerwertung
| Pos. | Fahrer               | Konstrukteur                | Punkte |
| ---- | -------------------- | --------------------------- | ------ |
| 01   | Jackie Stewart       | Tyrrell-Ford                | 51     |
| 02   | Emerson Fittipaldi   | Lotus-Ford                  | 41     |
| 03   | François Cevert      | Tyrrell-Ford                | 39     |
| 04   | Ronnie Peterson      | Lotus-Ford                  | 25     |
| 05   | Peter Revson         | McLaren-Ford                | 23     |
| 06   | Denis Hulme          | McLaren-Ford                | 23     |
| 07   | Carlos Reutemann     | Brabham-Ford                | 8      |
| 08   | James Hunt           | March-Ford                  | 8      |
| 09   | Jacky Ickx           | Ferrari                     | 7      |
| 10   | Arturo Merzario      | Ferrari                     | 6      |
| 11   | George Follmer       | Shadow-Ford                 | 5      |
| 12   | Jean-Pierre Beltoise | B.R.M.                      | 4      |
| 13   | Andrea de Adamich    | Surtees-Ford / Brabham-Ford | 3      |
| 14   | Niki Lauda           | B.R.M.                      | 2      |
| 15   | Wilson Fittipaldi    | Brabham-Ford                | 1      |
| 16   | Clay Regazzoni       | B.R.M.                      | 1      |
| 17   | Chris Amon           | Tecno                       | 1      |
| 18   | Gijs van Lennep      | Iso-Ford                    | 1      |
| 19   | Mike Beuttler        | March-Ford                  | 0      |
| 20   | Howden Ganley        | Iso-Ford                    | 0      |

| Pos. | Fahrer             | Konstrukteur | Punkte |
| ---- | ------------------ | ------------ | ------ |
| 21   | Henri Pescarolo    | March-Ford   | 0      |
| 22   | Carlos Pace        | Surtees-Ford | 0      |
| 23   | Mike Hailwood      | Surtees-Ford | 0      |
| 24   | Nanni Galli        | Iso-Ford     | 0      |
| 25   | Jody Scheckter     | McLaren-Ford | 0      |
| 26   | Graham Hill        | Shadow-Ford  | 0      |
| 27   | Jackie Oliver      | Shadow-Ford  | 0      |
| 28   | Luiz Bueno         | Surtees-Ford | 0      |
| 29   | Rikky von Opel     | Ensign-Ford  | 0      |
| –    | Jean-Pierre Jarier | March-Ford   | 0      |
| –    | Eddie Keizan       | Tyrrell-Ford | 0      |
| –    | Jackie Pretorius   | Iso-Ford     | 0      |
| –    | Dave Charlton      | Lotus-Ford   | 0      |
| –    | David Purley       | March-Ford   | 0      |
| –    | Reine Wisell       | March-Ford   | 0      |
| –    | John Watson        | Brabham-Ford | 0      |
| –    | Jochen Mass        | Surtees-Ford | 0      |
| –    | Roger Williamson † | March-Ford   | 0      |
| –    | Graham McRae       | Iso-Ford     | 0      |

### Konstrukteurswertung
| Pos. | Konstrukteur | Punkte  |
| ---- | ------------ | ------- |
| 01   | Tyrrell-Ford | 62 (66) |
| 02   | Lotus-Ford   | 58 (62) |
| 03   | McLaren-Ford | 38      |
| 04   | Brabham-Ford | 12      |
| 05   | Ferrari      | 12      |
| 06   | March-Ford   | 8       |

| Pos. | Konstrukteur | Punkte |
| ---- | ------------ | ------ |
| 07   | B.R.M.       | 7      |
| 08   | Shadow-Ford  | 5      |
| 09   | Tecno        | 1      |
| 10   | Iso-Ford     | 1      |
| 11   | Surtees-Ford | 0      |
| 12   | Ensign-Ford  | 0      |